# Viișoara, Vaslui
Viișoara este satul de reședință al comunei cu același nume din județul Vaslui, Moldova, România. Numele său istoric a fost Băsești.

## Prezentare generală
- Satul Viișoara este reședința comunei cu acelasi nume, comuna Viișoara.
- Satul s-a numit Băsești, numele fiind schimbat prin Decretul Nr. 799 din 17 decembrie 1964.

## Istoric

### Secolul XV
Atât satul Viișoara  cât și celelalte sate ale comunei sunt așezări de răzeși, atestate încă din secolul al XV-lea.
În 1463 Ștefan voevod emite un ispisoc întăritor unui Petre Viltoteanul pe Viltotești, lângă Băsești.
Într-un extras din hrisovul lui I. Sandu Sturza din 22 iunie 1824 în pricina dintre Ioniță Anton Ciolpan, ce țin de Viltoteștiși între stolnic Ieremia Giușcă, stăpân pe Cîrpești gasim însemnările "... în care se arată și un ispisoc din 6971 (1463), de la Ștefan voevod, întăritor unui Petre Viltoteanul pe Viltotești, lîngă Băsești "

### Secolul XIX
Locuitorii din vechime au fost moșneni (răzeși), însă cu timpul au pierdut moșia și documentele, fiindu-le răpite de către proprietarii megieși. Se spune de către bătrâni că 10 case cu locul din vatra satului care fac parte din moșia Urdești, din comuna învecinată cu același nume, au fost răpite de către proprietarul Urdeștilor, Necolai Greceanu și că în judecata ce a avut cu obștia răzeșilor, cumpărând documentele de la vechilii acestora, în urmă li s-a răpit toată moșia făcându-i clăcași.
Această moșie a venit mai târziu în proprietatea domniței Natalia Ghica fiica fostului domn Grigore Alexandru Ghica până în anul 1883 când a vândut-o lui Neculai Juvara.

## Geografie

### Relief
- Coordonate: 46°23′N 27°53′E / 46.38°N 27.88°E

Satul este așezat pe două dealuri numite Podișul si Dealul Viilor care au direcția de la Nord la Sud. 
Dealul Viilor înconjură partea de Est a comunei Băsești, numit astfel de la viile și livezile cu care era îmbrăcat. În partea de Nord a dealului aproape de sat, se ridică o mică culme, acoperită cu pomi fructiferi, unde în timpurile vechi proprietarii își țineau prisăcile, de unde vine și numele locului La Livezi sau Priseci. Spre Nord de Livezi se află localitatea Dealul Tătarului, numită astfel petru că în vechime s-au găsit aici urme de locuințe tătărești. Tot în Nord se află localități acoperite de păduri numite:
- Drumul lui Anghelută
- Poenele lui Capră
- Lacul Porcului
- Copacul lui Ieoană

Spre Est de acest deal se află Vale Boței, acoperită cu pădure spre Nord, iară spre Sud cu loc de cultură pentru cereale.
Dealul Podișul înconjură comuna Băsești pe toată partea de Vest. Denumirea i s-a dat de la poziția naturală a locului, care în partea de Nord desfășoară un platou pe o lungime de 2 km. Acest platou numit Podișul este acoperit cu pădure pe partea nordică, iar spre Sud sunt locurile e cultură.
Pe partea Nord-Vestică sunt locuri ale dealului cu următoarele denumiri:
- Rediul
- Fundul Podișului
- Valea Sotonei
- Poenele lui Gheorghe Stan
- Poenele Dochiului
- Gâlcosu
- Teiu Pletos

În centru dealului se află localitatea numită Băltăgești, unde cu 200 de ani în urmă a fost un sat în care a trăit neamul Băltăgeștilor, iar în partea de Sud-Vest sunt localitățile:
- Hengiul
- Piscu Uliului
- Valea Negurei

Acest deal pe toată întinderea are o poziție foarte frumoasă și în toate direcțiile o priveliște întinsă.
De pe Piscul Hengiul și Piscul Uliul, în timpurile senine se vede spre Vest o parte din munții Carpați, spre Est se zăresc vârfurile multor dealurimari de peste Prut, în Basarabia, iar spre Nord se vede aproape jumătate din județul Fălciu.
Pe coasta acestui deal, aproape de biserica veche și casele proprietății era locul destinat pentru iarmarocul ce se face în fiecare an la 24 iulie. Actualul proprietar a schimbat locul pentru iarmaroc destinând un altul în sat aproape de primărie.
Pe partea de sud a dealului se află și biserica făcută în 1851 de Grigore Alexandru Ghica voevod.
Drumul Brăilei este un deal spre est de Valea Boței, denumit astfel de la vechiul drum ce se afla pe culmile lui și care servea în trecut cărăușilor de a transporta cereale la Brăila și Galați.
Râpa Manole este o râpă în mijlocul satului Băsești prin care trece pârâul cu același nume pârâul Manole

### Ape
Prin satul Viișoara trece râul Urdești (vechea denumire este pârâul Manole).
Pârâul izvorăște din Dealul Podișul, curge prin satul Viișoara formând o râpă cu același nume, trece în comuna Urdești și se varsă în râul Elan aproape de satul Giurcani.

### Populația
În satul Viișoara sunt 479 gospodării în care trăiesc 1317 persoane.

## Instituții

### Biserica

Biserica sat Viisoara

- Biserică fondată în 1851 de domnitorul Grigore Alexandru Ghica
- Biserica veche de 300 de ani făcută după ce s-a stricat un vechi schit care se afla în pădure la est de Drumul lui Angheluță

### Școala
În prezent în localitate funcționează "Școala de arte și meserii" construită în 1908 (corpuri anexe construite în 1962 și 1980).
Prima școala a fost înființată în sat în 1878 - "Școala primară".
"Școala primară mixtă Spiru C. Haret" - ...iar la sfințirea școlii au venit, acolo, la Băsești, Spiru Haret, Ionel Brătianu, Vasile G. Morțun, iar Zanne, i-a făcut mare surpriză ministrului „ridicând hârtia de pe placarda fixată deasupra ușii de la intrare pe care scria: „Școala primară mixtă Spiru C. Haret”. Haret a privit cu lacrimi în ochi surpriza și, strângând mâna la toți țăranii, a intrat în școală… ", scria ziarul Glasul Nostru

## Căi de comunicație

### Drumuri
Accesul la drumul european E581 se face prin drumul județean 244 care trece prin satul Gara Roșiesti către Vaslui sau prin satele Dodești, Stoișești și Gara Banca către Bârlad. 
Legatura cu celelalte sate din comuna se face prin drumuri comunale.
Șoseaua care leagă gara Roșiești cu satul Băsești și satele vecine, „mers prin pădure cale de un ceas”, este opera săvârșită de Iuliu A. Zanne când era la Ministerul Lucrărilor Publice.

## Cultura

### Personalități locale
- Iuliu A. Zanne (1855-1924) folclorist
- Neculai Greceanu (n. 1793 - d. 1857 Iași) boier
- Natalia Ghica (n. 8.11.1835 Iași - d. 23.10.1899 ), fiica domnitorului Moldovei Grigore Alexandru Ghica.
- Neculai Juvara
- Ruxanda Agache Mihes (n. 15 decembrie 1927) aviator
- Ioan Cartu (1820-1875) compozitor, cantor , dirijor și profesor de muzică

### Societatea Culturală „Iuliu A. Zanne”
Societatea s-a înființat pe 21 noiembrie 1929 cu aprobarea Casei școalelor cu ordinul nr.35478/1931, la inițiativa lui Virgil Caraivan.
Inițiatorii constituirii erau tinerii Gh. I. Micu, Ion C. Vlasie, Vasile Necula, Nicolae Mihai, Vasile Bocan, Gh. Hortopeanu, I. Catană ș.a.
Societatea își propunea să adune și să publice material folcloric local și să dea „spre frământarea minții diferite probleme, ghicitori și șarade” pentru care dezlegătorilor li se acordau premii în cărți. De asemenea, avea ca obiectiv „informarea cititorilor cu știri despre lucruri și fapte de mare importanță, atât din țara noastră cât și din alte țări”.
„Comitetul de conducere al acestei foi se compune din domnii: Gheorghe Arteni, președinte, învățător, Văleni-Fălciu; Micu Delabăsești,
redactor și ziarist; I.V. Bălan, învățător, Gheorghe Hârtopeanu, agent sanitar, I.N. Catană șeful Agenției P.T.T., Stamate Al. Sandu, plugar”
Cea mai importantă inițiativă a Societății a fost înființarea revistei Glasul Nostru

### Asociația Studenților Creștini Tutoveni “Al. Vlahuță”
Societate înființată de Virgil Caraivan